# Hans Stuck
Acet articol este despre tată; pentru fiul său cu același nume, vezi Hans Joachim Stuck.
Hans Stuck (n. 27 decembrie 1900 – d. 9 februarie 1978) a fost un pilot german de Formula 1 care a evoluat în Campionatul Mondial între anii 1951 și 1953.
1. ↑  Hans Stuck, Munzinger Personen, accesat în 9 octombrie 2017
2. 1 2  „Hans Stuck”, Gemeinsame Normdatei, accesat în 14 octombrie 2015
3. 1 2  Hans Stuck, Filmportal.de, accesat în 9 octombrie 2017
4. ↑  Hans Stuck, Roglo
5. ↑  „Hans Stuck”, Gemeinsame Normdatei, accesat în 10 decembrie 2014
6. ↑  „Hans Stuck”, Gemeinsame Normdatei